# Перепустка
Перепустка — посвідчення, умовний предмет і т. ін., в тому числі в електронних системах різних рівнів і призначень, на право входу, доступу куди-небудь.
Наприклад, перепустки можуть бути до приміщень відповідних державних установ, підприємств і організацій, на оборонні, військові або інші належним чином охоронювані об'єкти (зони) з режимом закритого або обмеженого доступу.
Перепустка — виданий комендатурою документ, що надає особам, зокрема тим, які керують транспортними засобами, дозвіл на перебування в певний період доби на території, де запроваджено комендантську годину.